# Luis López-Durán Stern
Luis López-Durán Stern (Madrid, 28 de julio de 1945) es un traumatólogo español especialista en cirugía ortopédica. Ha desarrollado su profesión en los ámbitos académico, científico y clínico. Hijo del también traumatólogo el Dr Luis López-Durán Lozano, con el que inició su aprendizaje.

## Trayectoria profesional

### Formación
Realizó los estudios primarios y el bachillerato en el Colegio Estudio de Madrid. Estudió la carrera de Medicina en la Universidad Complutense de Madrid licenciándose en el año 1968. Realizó el MIR (Médico Interno Residente) en Cirugía Ortopédica y Traumatología en el Hospital Clínico de Madrid.  Realizó la tesis doctoral titulada Potenciales bioeléctricos en el callo de fractura y su correlación histológica obteniendo el Doctorado con Premio Extraordinario, en la misma universidad en el año 1976.  Amplió  estudios posteriores en el extranjero, entre otros, en el Rigs Hospitalet de Copenhague, en el Hospital Cochin de París y en el Hospital Universitario de Basilea.

### Desarrollo profesional
Profesor adjunto de Cirugía por oposición en 1980 en la Universidad Complutense de Madrid. En el ámbito académico ha dirigido numerosas tesis doctorales y formado parte de jurados de otras. Además de su participación en la organizaciòn y como ponente en congresos internacionales de la especialidad de Ortopedia y Cirugía.
Jefe del Servicio de Cirugía Ortopédica del Hospital Clínico San Carlos de Madrid  vinculado a la Facultad de Medicina de la Universidad Complutense de Madrid desde 1986 hasta su jubilación en el año 2015.
Catedrático habilitado de Cirugía Ortopédica y Traumatología Ortopédica en el año 2010.  
Secretario de la Escuela Profesional de Traumatología y Ortopedia de la Universidad Complutense del año 1979 a 1984.  
Médico especialista de Traumatología y Ortopedia del Seguro obligatorio de Enfermedad por oposición (BOE 30 de enero de 1974).
Ejerció la Medicina Privada desde 1968, como ayudante de su padre y posteriormente de forma independiente en el Hospital Nuestra Señora del Rosario de Madrid.
En el año 1984, creó el primer Banco de Huesos de España en el Hospital Clínico de Madrid en 1984. Este Banco de Huesos está incorporado a la Unidad de Trasplantes del Hospital Clínico de Madrid.
Diseñó en 1989 un sistema de prótesis de cadera denominado  prótesis LD,  se estuvo insertando en cirugía ortopédica hasta 2009.
Formó parte del equipo de desarrollo de la prótesis de rodilla denominada Optetrak de la casa Exactech (Florida, USA).
En el año 2015 fue homenajeado por el Hospital Clínico de la Universidad Complutense de Madrid, tras 45 años de trabajo en este centro sanitario de la capital de España. Con motivo de su jubilación,  se le rindió tributo mediante la organización de una jornada científica como señala la Consejería de Sanidad del Gobierno de la Comunidad de Madrid.
Reconocidos 3 sexenios investigadores. Concluye su actividad profesional en el año 2021.

### Asociaciones
Exmiembro de la Comisión Nacional de la Especialidad de Traumatología.
Miembro de las Sociedades Científicas: Sociedad Española de Cirugía Ortopédica y Traumatología (SECOT), Sociedad Española de Cirugía de la Cadera (SEKA) de la cual fue presidente en los años 90. Societé Internacionale de Chirugíe Orhopédique et Traumatologie (SICO), en esta sociedad ha sido el representante español durante 15 años. Miembro de la Sociedad Española de la Rodilla ( SEROT).

## Publicaciones
Miembro del Comité Editorial de la Revista International Orthopedics.
Además de numerosos artículos, ha publicado  más de 100 publicaciones científicas. El directorio Dialnet contiene un extenso listado de sus publicaciones, así como en el directorio de la Biblioteca Nacional Española
Cursos organizados con sus publicaciones correspondientes, comoː Avances de traumatología y cirugía ortopédica I artroplastia total de cadera y II Cirugía de la columna.

### Libros
Libro de textoː Traumatología y ortopedia.  Luzán 5, S.A. de Ediciones  / ISBN: 9788479890902
La estimulación electromagnética en la patología ósea co-editado junto a Hernández Vaquero, D Howmedica Iberica S.A / 978-84-605-9294-5.
Además de  co autor en libros científicos. 